# EoT (gruppo musicale)
EoT (acronimo per Eclipse of Time) è un gruppo musicale croato formato a Karlovac nel 2015.

## Storia
Subito dopo essersi formato hanno partecipato a vari festival tra cui: lo Schengen Fest 2015, InMusic 2016 e il Demo Fest di Banja Luka 2016. Nel 2017 pubblicano il loro primo album Defibrilacija con l'etichetta discografica indipendente Spona. Nel 2018 firmano con l'etichetta discografica Menart e pubblicano il loro secondo album Teorija Ludog Chovjeka.
Nel 2021 pubblicano il singolo natalizio Čestit Božić i sretna Nova godina che è entrato nella HR Top 40. Nel 2024 pubblicano il terzo album Novo normalno che vede la partecipazione di altri artisti come il rapper Fenksta, Krešimir Ćurić e la band Thight Grips.
Due dei tre membri della band, Maja e Boris, sono sorella e fratello. Dal 2016 al 2021 sono stati membri del gruppo rock Manntra, di cui faceva parte Baby Lasagna. A lui, gli EoT, hanno aperto il suo concerto a Zagabria nel settembre 2024. Nel dicembre 2024, gli EoT sono stati confermati come partecipanti a Dora 2025, la selezione decretante il rappresentante croato all'Eurovision Song Contest 2025, con il brano Bye, Bye, Bye.

## Formazione
- Maja Kolarić – voce, basso
- Boris Kolarić – voce, chitarra
- Goran Glavać – voce, batteria

## Stile musicale
Lo stile musicale degli EoT è caratterizzato dalla fusione di diversi generi, dalla musica classica alle musica contemporanea. Il loro sound si distingue per la combinazione di punk rock e heavy metal con elementi pop.

## Discografia

### Album in studio
- 2017 – Defibrilacija
- 2018 – Teorija Ludog Chovjeka
- 2024 – Novo normalno

### EP
- 2024 – Christmas Playlist
- 2024 – Listen Up!

### Singoli
- 2016 – U Čemolu je bit?
- 2016 – Balkanska fiskultura
- 2016 – Bye Bye
- 2016 – Naš mali planet
- 2017 – Defibrilacija
- 2017 – Nepravda
- 2017 – Moment
- 2017 – Božić je
- 2018 – Nažalost u pravu
- 2018 – Karma
- 2018 – Patnje mladog Meteoropata
- 2021 – Čestit Božić i sretna Nova godina
- 2021 – Merry Christmas and a Happy New Year
- 2022 – Samo ti i ja
- 2022 – Kada ljeto dolazi
- 2023 – Samo nebo
- 2023 – Dugi prsti sudbine
- 2024 – Phoenix
- 2024 – Čuješ li sve je bliže
- 2025 – Bye, Bye, Bye